# Лох — переможець води
«Лох — переможець води» — радянський художній фільм, знятий в 1991 році режисером Аркадієм Тигаєм.

## Сюжет
Початок 1990-х. Павло Гореліков (Сергій Курьохін), простакуватий інтелігентний хлопець, який разом з приятелем інвалідом-афганцем Костею (Андрій Пономарьов) володіє комп'ютерним салоном «Енергія» в Ленінграді. Після того, як Павло відмовляє у виплаті чергової мзди рекетирам (він просто не може платити більшу суму), салон і сам Павло зазнали нападу. Костя, що випадково повернувся, дає відсіч нападникам. У той же вечір невідомі вламуються у квартиру Горелікова і б'ють його. А вранці в розгромленому салоні знаходять мертвим Костю. Розуміючи, що від міліції допомоги не буде, Павло вирішує помститися за смерть друга своїми методами. На цьому тлі спалахує кохання Павла до зустрінутої дівчини (Лариса Бородіна) — вона працює в барі, який також тероризують рекетири.

## У ролях
- Сергій Курьохін —  Павло Гореліков
- Лариса Бородіна —  Валентина
- Володимир Єрьомін —  бандит
- Олег Косавненко —  бандит
- Олександр Глазун —  бандит
- Габріель Воробйов —  коханець боса мафії
- Андрій Пономарьов —  Костя
- Валентин Жиляєв —  бос
- Андрій Краско —  бандит, убитий розрядом
- Віктор Трегубович —  кооператор
- Анатолій Журавльов —  бандит
- Вадим Жук —  аукціоніст
- Марія Капніст —  мафіозо
- Костянтин Черняєв —  бандит
- Олена Єфімова —  перелякана дівчина на палубі пароплава
- Віктор Глущенко — епізод

## Знімальна група
- Автор сценарію: Аркадій Тигай
- Режисер: Аркадій Тигай
- Оператор: Юрій Векслер
- Художник: Михайло Суздалов
- Композитор: Сергій Курьохін
- Звукооператор: Аліакпер Гасан-заде